# Toudoufou

Das Tibesti-Gebirge mit Toudoufou

Toudoufou (gesprochen Tudufu) ist eine Oase im äußersten Norden des Tschad im Nordwesten der Provinz Tibesti. Die nächstgelegene Oase Fochi liegt etwa 30 km südöstlich von Toudoufou, der Hauptort der Region, Bardaï, liegt etwa 60 Kilometer südöstlich. Der Ort liegt im gleichnamigen Ennerie Toudoufou, einem Seitental des Ennerie Dudungueur.